# George Barnes
George Barnes (16. oktober 1892 – 30. maj 1953) var en amerikansk filmfotograf, der var aktiv fra stumfilmsæraen og til starten af 1950'erne. I løbet af sin karriere, var Barnes nomineret til otte Oscar. Han vandt dog kun én Oscar for sit arbejde på Alfred Hitchcocks Rebecca.